# Georg Sluyterman von Langeweyde
Georg Sluyterman von Langeweyde (* 13. April 1903 in Essen; † 5. Januar 1978 in Bendestorf) war ein deutscher Grafiker, Maler und Liedermacher, der dem Nationalsozialismus verbunden war.

## Leben und Wirken

### Kindheit und Jugend
Georg Sluyterman von Langeweyde wurde als neunter Sohn des Artillerieoffiziers und Bauingenieurs Bernhard Sluyterman von Langeweyde aus dessen dritter Ehe in der soeben zur Großstadt angewachsenen Ruhrmetropole Essen geboren. Die Familie seiner Mutter entstammte der alten Elberfelder Weberfamilie Noll, die Familie seines Vaters stammte aus den Niederlanden. Sein Name schreibt sich ursprünglich Sluyterman Van Langeweyde (die zu „von“ verdeutschte Partikel „Van“ kürzt er meistens mit „v.“ ab).
Er verbrachte nach dem frühen Tod seines Vaters (1908) seine Jugend in einem Essener Arbeiterviertel und begann früh zu zeichnen, nach ersten Pferdemotiven auch Affen und Elefanten, was ihm bei Schulkameraden und Lehrern den Spitznamen „Elefantenmaler“ einbrachte. Als Zwölfjähriger fertigte er seine ersten Scherenschnitte an. Er wirkte beim Wandervogel mit und lernte Gitarre spielen, darüber hinaus arbeitete er eine Zeit lang bei einem Müller in Pommern und in einem Werbeatelier. 1920 kam er an die Essener Kunstgewerbeschule – die heutige Folkwang-Hochschule –, wo er Kurse bei Professor Wilhelm Poetter (Graphik und Dekorationsmalerei) und dem Radierer Hermann Kätelhön (Holz-Schneidekunst) belegte. Er schloss sein Studium an der Kunstakademie Düsseldorf unter Fritz Mackensen und Willy Spatz ab. Danach ließ er sich als Graphiker in Düsseldorf nieder und heiratete 1926, besuchte allerdings noch einmal die Meisterklasse des Professors Julius Paul Junghanns, mit dem er die rheinische Landschaft durchwanderte und studierte.

### Zeit des Nationalsozialismus
Sluyterman von Langeweyde trat zum 1. Mai 1928 der NSDAP bei (Mitgliedsnummer 89.156). Er entwarf Plakate, Vignetten und Karikaturen. Er zeichnete den Kopf der „Neuen Front“ (NSDAP-Wochenzeitung für den Gau Düsseldorf) und arbeitete regelmäßig für sie. Charakteristisch sind seine Holz- und Linolschnitte, die das Leben der Ruhrarbeiter oder der niedersächsischen Bauern und die Landschaften der Lüneburger Heide darstellen. Im Stil der Altmeister stellte er Arbeitsszenen dar und illustrierte zahlreiche literarische Stoffe. Sein Ziel war, immer das Bejahende, Starke und Lebensnahe auch in Konfrontation mit dem Tod darzustellen. Er fügte Sprichwörter und Volksliederzitate in seine Holzschnitte ein.

Die Schrift Deutsche Lieder von Freiheit, Liebe und Tod (1934) des hochrangigen Essener NSDAP-Funktionärs und sogenannten „Trommler des Ruhrgebiets“, Rudolf Zilkens, illustrierte er mit dreizehn häufig eindeutig nationalsozialistischen Holzschnitten und dem Titel (Hakenkreuz, SA-Kolonnen, SA-Männer usw.). Zilkens sagte dazu im Vorwort: 

„Lieber Georg Sluyterman! Es drängt mich Dir als Freund und Kamerad für die deutschen Bilder zu danken, die Du meinen Liedern mit auf den Weg gegeben hast. Ich hätte wohl niemanden finden können, der den Geist von „Freiheit, Liebe und Tod“ besser verstand, als Du, weil Du selbst mir so oft alte Landsknechts- und Fahrtenlieder gesungen.“

 1935 kaufte ihm das Essener Folkwang-Museum mehrere seiner Werke ab. Ab 1935 schuf er mehrere Holz- und Linolschnitt-Zyklen, unter anderem 1935 den Linolschnitt-Zyklus Des Deutschen Volkes Lied, der 1937 auf der Große Deutsche Kunstausstellung in München ausgestellt wurde.
, Es mahnen die Väter (1936) und Deutsches Lied (1938), welche ihn berühmt machten und häufig in der Presse erscheinen ließen, wo zum Beispiel Der Schulungsbrief und Junges Volk abgebildet wurden. Seine Haltung zur Kunst manifestierte sich in dem Grundsatz: „Genie ist Fleiß.“
Er malte außerdem einige politisch geprägte Bilder sowie ein Porträt Adolf Hitlers und wirkte an der Buchreihe „Ewiges Deutschland“ mit. Darüber hinaus verwirklichte er mehrere Wandmalereien für Heime der Hitlerjugend und der SA.
Von 1937 bis 1944 war er, außer 1941, auf allen Großen Deutschen Kunstausstellungen in München vertreten, wobei mehrere seiner Arbeiten von den Nazi-Führern Hitler, Joseph Goebbels, Karl Brandt, Theo Memmel und von Nazi-Institutionen erworben wurden.
Im Jahr 1940 ließ er sich in Bendestorf bei Hamburg nieder, wo der Zeichner erst zum Maler wurde und großformatige Gemälde schuf. In diesem Jahr gehörte er zu den drei repräsentativen deutschen Grafikern, die auf der 22. Biennale in Venedig die zeitgenössische deutsche Originalgrafik vertraten. 1941 meldete er sich freiwillig zum Kriegsdienst an der Ostfront. In winterlichen Gebieten entstanden Skizzen zu Kriegsbildern. Gegen Kriegsende verbrannten viele seiner Druckstöcke infolge von Bombardierungen. Er geriet in britische Gefangenschaft und wurde über ein Jahr interniert.

### Nachkriegszeit
Nach dem Krieg versuchte er seine Laufbahn fortzusetzen. Um seinen Lebensunterhalt zu sichern, machte er vorwiegend Werbezeichnungen. 1946 heiratete er zum zweiten Mal. Der „Europäische Buchklub“ wählte ihn als einen der fünf besten deutschen Illustratoren und zog ihn zur Bebilderung einer bibliophilen Reihe heran.
Er schrieb Gedichte, Balladen sowie Trink-, Liebes- und Wanderlieder im Stil von Hermann Löns’ Liedern, die er auf der Gitarre begleitete. 1970 veröffentlichte er eine Schallplatte, die Lieder fanden Eingang in die Schulen und wurden gelegentlich auch vom Rundfunk gespielt.
Er erhielt 1970 den Goldenen Ehrenring des rechtsextremen Deutschen Kulturwerks Europäischen Geistes und folgte der Berufung an die Akademie für Bildung und Kultur in München. 1973 wurde ihm die Ehrenbürgerwürde seines Heimatortes Bendestorf verliehen.
Am 5. Januar 1978 starb er in seinem Haus in Bendestorf („Haus Malershöh“) und wurde auf dem Heidefriedhof Bendestorf beigesetzt. Der Landkreis Harburg verlieh ihm seinen Kunstpreis postum. Seine Frau Eva-Maria starb kurze Zeit nach ihm.

## Schriften
- Der Stromerhannes. August-Bruns-Verlag, Faßberg 1971 (Liederbuch mit Trink- und Vagabundenliedern sowie entsprechenden Zeichnungen).